# Ye Hu
Ye Hu (kinesiska: 野湖) är en sjö i Kina. Den ligger i provinsen Hunan, i den södra delen av landet, omkring 170 kilometer norr om provinshuvudstaden Changsha. Trakten runt Ye Hu består till största delen av jordbruksmark.
Genomsnittlig årsnederbörd är 1 758 millimeter. Den regnigaste månaden är maj, med i genomsnitt 229 mm nederbörd, och den torraste är december, med 39 mm nederbörd.